# Linnaemya sororcula
Linnaemya sororcula là một loài ruồi trong họ Tachinidae.